# John Vikström
John Edvin Vikström (* 1. října 1930 v obci Kronoby) je finským luterským duchovním a emeritním arcibiskupem Finska.
V letech 1970–1982 byl biskupem diecéze se sídlem v Porvoo. V letech 1982–1998 zastával úřad arcibiskupa Finska se sídlem v Turku, navázal na reformní činnost svého předchůdce Mikko Juvy. Během jeho funkčního období byl v církvi zaveden nový kancionál (1986) a nový autorizovaný překlad Bible (1992). Byl aktivní v ekumenickém hnutí, v době jeho úřadování byla sepsána Deklarace z Porvoo (1992).
John Vikström je autorem řady článků a knih; je též nositelem mnoha vyznamenání.